# Lutz Pfannenstiel
Lutz Pfannenstiel (ur. 12 maja 1973 w Zwiesel) – niemiecki piłkarz grający na pozycji bramkarza.

## Kariera klubowa
W swojej piłkarskiej karierze Pfannenstiel występował w 25 klubach na 6 kontynentach. Karierę rozpoczął w 1986 roku w SC Zwiesel. Oprócz gry w Niemczech (występował w FC Vilshofen, 1. FC Bad Kötzting, ASV Cham i SV Wacker Burghausen) występował w Anglii (Wimbledon, Nottingham Forest, Huddersfield Town i Bradford Park Avenue), Malezji (Penang FA), RPA (Orlando Pirates), Finlandii (TPV Tampere, FC Haka), Singapurze (Geylang United), Nowej Zelandii (Dunedin Technical, Otago United), Norwegii (Bærum SK, Flekkerøy IL i Manglerud Star Toppfotball), Kanadzie (Calgary Mustangs, Vancouver Whitecaps), Albanii (Vllaznia Szkodra), Armenii (Bentonit Idżewan), Brazylii (Clube Atlético Hermann Aichinger) i Namibii (Ramblers Windhuk). W tym ostatnim kraju, w 2011 roku zakończył karierę piłkarską.

## Kariera reprezentacyjna
Pfannenstiel występował w reprezentacji Niemiec do lat 17 pod koniec lat 80.

## Kariera trenerska
Pfannenstiel rozpoczął karierę trenerską w 2008 roku, kiedy to został włączony przez Reinholda Fanza do sztabu szkoleniowego reprezentacji Kuby w piłce nożnej. Pracował także w reprezentacji Namibii jako trener bramkarzy. Od 2011 roku Pfannenstiel pracuje w TSG 1899 Hoffenheim jako skaut.

## Ciekawostki
- Lutz Pfannenstiel jest pierwszym zawodowym piłkarzem, który grał w ligach na wszystkich sześciu kontynentach[1].
- W 2009 roku Pfannenstiel wydał swoją autobiografię pt. Unhaltbar – Meine Abenteuer als Welttorhüter[2].